# 단성소
〈단성현감사직소〉(丹城縣監辭職疏), 줄여서 〈단성소〉(丹城疏)는 남명 조식이 1555년 12월 2일(음력 11월 19일)에 단성현감에 제수되자 이를 사직하면서 조선 명종에게 올린 상소문이다.
조식은 여기서 문정왕후를 궁중의 과부에 지나지 않고 왕인 명종은 선왕의 한 아들, 즉 고아나 마찬가지인데 무슨 수로 천재지변과 민심을 수습하겠냐고 신랄하게 정국을 비판했다.
| “ | …… 전하의 나랏일이 이미 잘못되고 나라의 근본이 이미 망하여 하늘의 뜻이 이미 떠나갔고 인심도 이미 떠났습니다. 비유하자면 마치 1백년 된 큰 나무에 벌레가 속을 갉아먹어 진액이 다 말랐는데 회오리 바람과 사나운 비가 언제 닥쳐올지를 전혀 모르는 것과 같이 된 지가 이미 오래입니다. 조정에 있는 사람 중에 충의(忠義)로운 선비와 근면한 양신(良臣)이 없는 것은 아니나, 그 형세가 이미 극도에 달하여 미칠 수 없으므로 사방을 돌아보아도 손을 쓸 곳이 없음을 이미 알고 있습니다. 소관(小官)은 아래에서 히히덕거리면서 주색(酒色)이나 즐기고, 대관(大官)은 위에서 어물거리면서 오직 재물만을 불립니다. …… 자전(慈殿)께서는 생각이 깊으시지만 깊숙한 궁중의 한 과부(寡婦)에 지나지 않으시고, 전하께서는 어리시어 단지 선왕(先王)의 한낱 외로운 후사(後嗣)에 지나지 않습니다. 그러니 천백(千百) 가지의 천재(天災)와 억만(億萬) 갈래의 인심(人心)을 무엇으로 감당해 내며 무엇으로 수습하겠습니까? 냇물이 마르고 곡식이 내렸으니[雨粟] 그 조짐이 어떠합니까? 음악 소리가 슬프고 흰옷을 즐겨 입으니 소리와 형상에 조짐이 벌써 나타났습니다. 이러한 시기를 당해서는 비록 주공(周公)·소공(召公)과 같은 재주를 겸한 자가 정승의 자리에 있다 하더라도 어떻게 하지 못할 것인데 더구나 초개 같은 한 미신(微臣)의 재질로 어찌하겠습니까? 위로는 위태로움을 만에 하나도 지탱하지 못할 것이고, 아래로는 백성을 털끝만큼도 보호하지 못할 것이니 전하의 신하가 되기가 어렵지 않겠습니까? 변변찮은 명성을 팔아 전하의 관작을 사고 녹을 먹으면서 맡은 일을 하지 못하는 것은 또한 신이 원하는 바가 아닙니다. 이것이 나아가기 어려워하는 둘째 이유입니다. …… | ” |

명종은 당연히 크게 노했으나, 이름난 선비인 조식을 처벌할 수는 없었다.